# Hypozetes translamellatus
Hypozetes translamellatus är en kvalsterart som beskrevs av Wallwork 1965. Hypozetes translamellatus ingår i släktet Hypozetes och familjen Austrachipteriidae.

## Underarter
Arten delas in i följande underarter:
- H. t. translamellatus
- H. t. saudicus